# Населення Гернсі
Населення Гернсі. Чисельність населення країни 2015 року становила 66,1 тис. осіб (205-те місце у світі). Чисельність гернсійців стабільно збільшується, народжуваність 2015 року становила 9,84 ‰ (198-ме місце у світі), смертність — 8,78 ‰ (70-те місце у світі), природний приріст — 0,34 % (169-те місце у світі) . 

## Природний рух

### Відтворення
Народжуваність на Гернсі, станом на 2015 рік, дорівнює 9,84 ‰ (198-ме місце у світі). Коефіцієнт потенційної народжуваності 2015 року становив 1,55 дитини на одну жінку (189-те місце у світі).
Смертність на Гернсі 2015 року становила 8,78 ‰ (70-те місце у світі).
Природний приріст населення в країні 2015 року становив 0,34 % (169-те місце у світі).

### Вікова структура

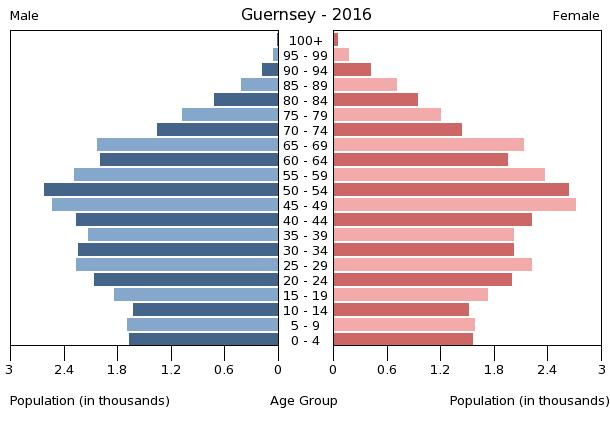
Віково-статева піраміда населення Гернсі, 2016 рік

Середній вік населення Гернсі становить 43,6 року (13-те місце у світі): для чоловіків — 42,3, для жінок — 44,8 року. Очікувана середня тривалість життя 2015 року становила 82,47 року (10-те місце у світі), для чоловіків — 79,79 року, для жінок — 85,29 року.
Вікова структура населення Гернсі, станом на 2015 рік, мала такий вигляд:
- діти віком до 14 років — 14,49 % (4956 чоловіків, 4619 жінок);
- молодь віком 15—24 роки — 11,71 % (3940 чоловіків, 3798 жінок);
- дорослі віком 25—54 роки — 42,05 % (14 007 чоловіків, 13 781 жінки);
- особи передпохилого віку (55—64 роки) — 12,86 % (4237 чоловіків, 4260 жінок);
- особи похилого віку (65 років і старіші) — 18,89 % (5643 чоловіки, 6838 жінок)[1].

## Розселення
Густота населення на Нормандських островах 2015 року становила 861,5 особи/км² (14-те місце у світі).

### Урбанізація
Гернсі середньоурбанізована країна. Рівень урбанізованості становить 31,4 % населення країни (станом на 2014 рік), темпи зростання частки міського населення — 0,76 % (оцінка тренду 2010—2015 років). Дані обчислені для загального населення Нормандських островів.

### Міграції
Річний рівень імміграції 2015 року становив 2,32 ‰ (45-те місце у світі). Цей показник не враховує різниці між законними і незаконними мігрантами, між біженцями, трудовими мігрантами та іншими.

## Расово-етнічний склад
| Етнічний склад (2015 рік) | Етнічний склад (2015 рік) | Етнічний склад (2015 рік) | Етнічний склад (2015 рік) | Етнічний склад (2015 рік) |
| ------------------------- | ------------------------- | ------------------------- | ------------------------- | ------------------------- |
| Етнос:                    |                           |                           | Відсоток:                 |                           |
| британці                  | британці                  |                           | %                         | %                         |
| французи                  | французи                  |                           | %                         | %                         |

Головні етноси країни: британці і північні французи, незначна кількість мігрантів з інших європейських країн.

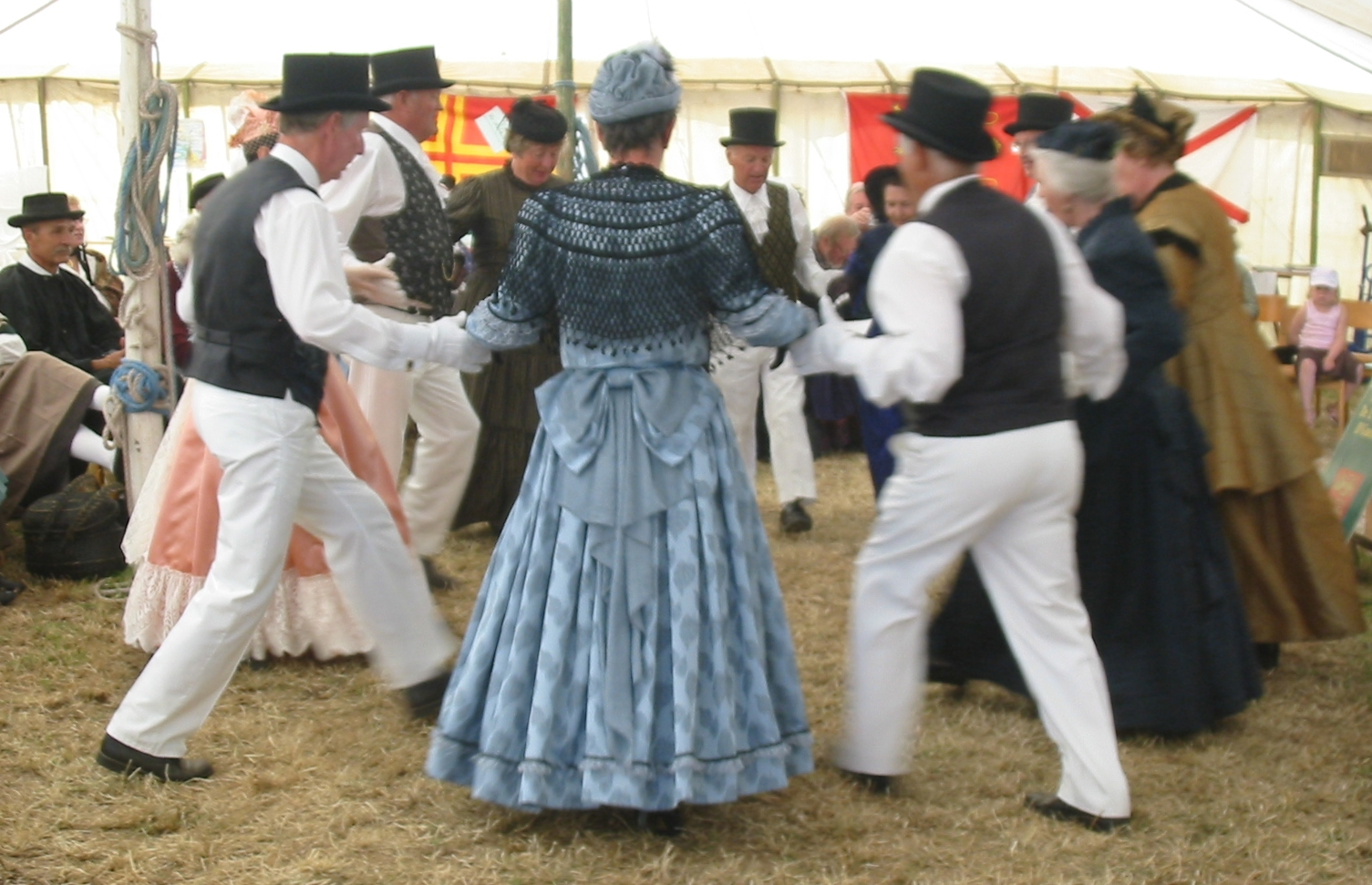
Гернсійський народний танок

## Мови
| Мови Гернсі (2015 рік) | Мови Гернсі (2015 рік) | Мови Гернсі (2015 рік) | Мови Гернсі (2015 рік) | Мови Гернсі (2015 рік) |
| ---------------------- | ---------------------- | ---------------------- | ---------------------- | ---------------------- |
| Мова:                  |                        |                        | Відсоток:              |                        |
| англійська             | англійська             |                        | %                      | %                      |
| французька             | французька             |                        | %                      | %                      |

Офіційна мова: англійська, французька, нормандська французька (місцевий діалект).

## Релігії
| Релігії на Гернсі (2009 рік) | Релігії на Гернсі (2009 рік) | Релігії на Гернсі (2009 рік) | Релігії на Гернсі (2009 рік) | Релігії на Гернсі (2009 рік) |
| ---------------------------- | ---------------------------- | ---------------------------- | ---------------------------- | ---------------------------- |
| Віросповідання:              |                              |                              | Відсоток:                    |                              |
| християни                    | християни                    |                              | 100%                         | 100%                         |

Головні релігії й вірування, які сповідує, і конфесії та церковні організації, до яких відносить себе населення країни: протестантизм (англіканство, пресвітеріанство, баптизм, конгрегації, методизм), римо-католицтво.

## Освіта
Рівень письменності 2015 року становив 99 % дорослого населення (віком від 15 років): 99 % — серед чоловіків, 99 % — серед жінок.

### Середня і професійна

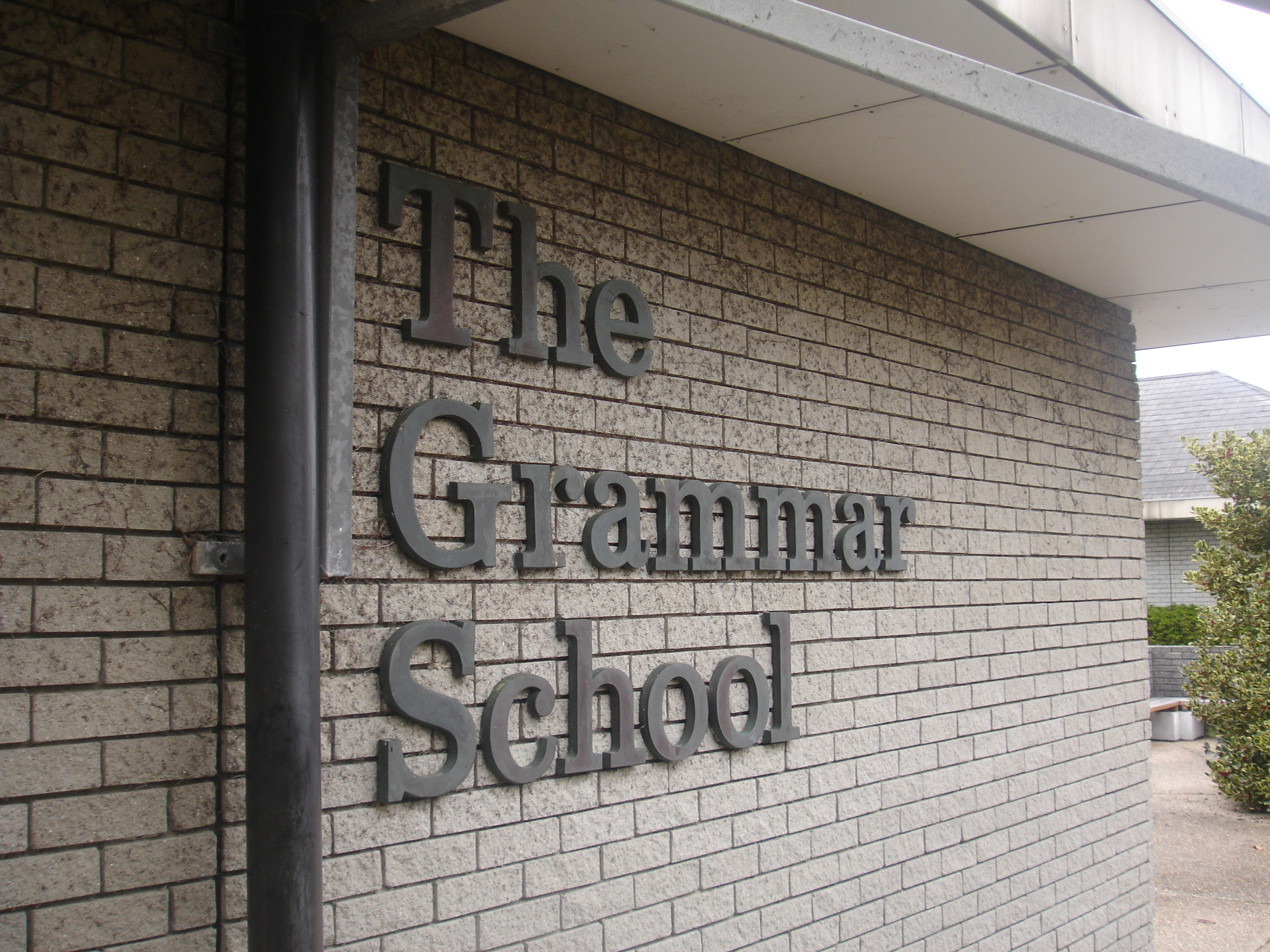
Гернсійська школа
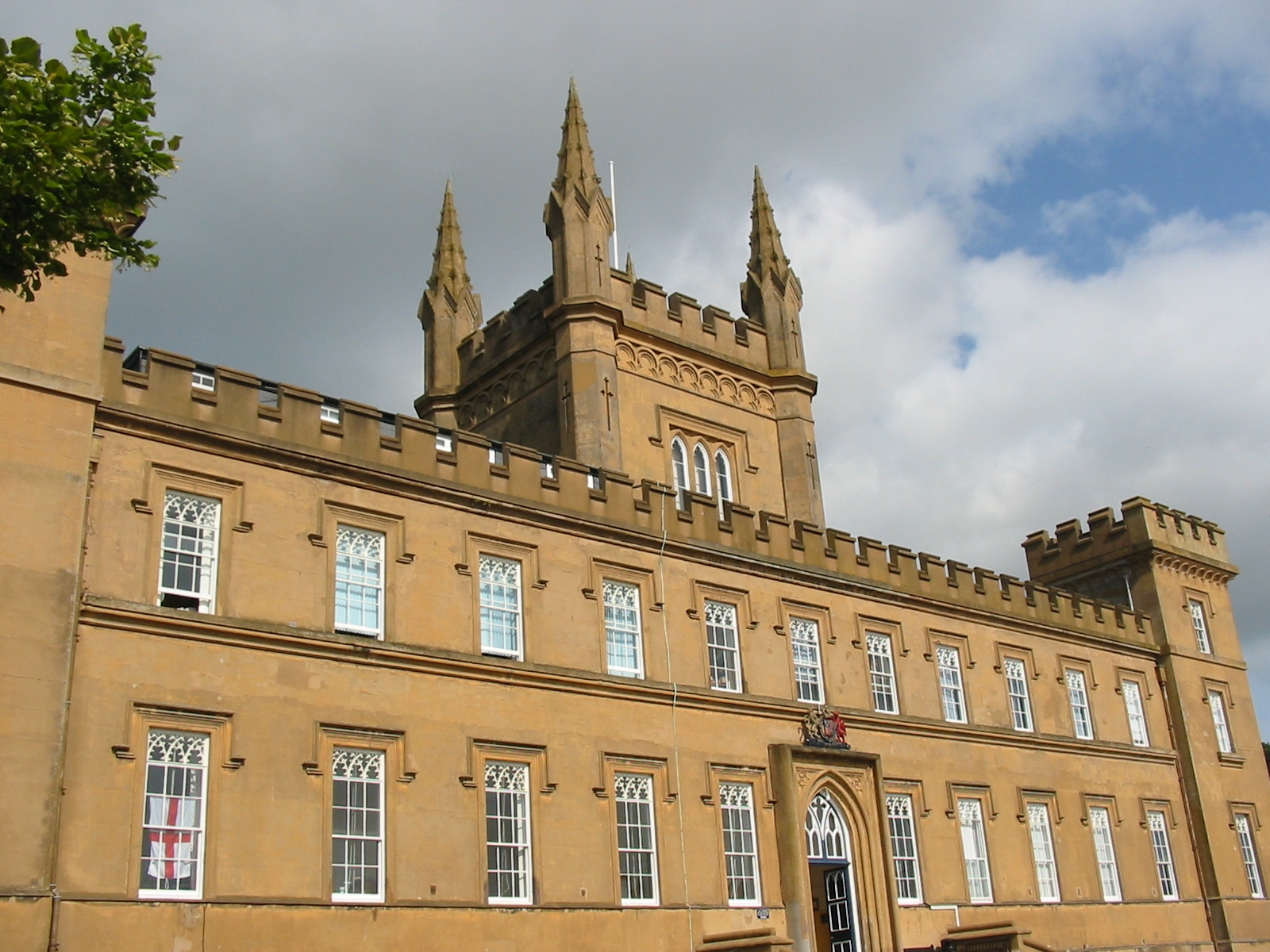
Елізабет-коледж

## Охорона здоров'я
Смертність немовлят до 1 року, станом на 2015 рік, становила 3,44 ‰ (207-ме місце у світі); хлопчиків — 3,74 ‰, дівчаток — 3,13 ‰.

### Захворювання
Кількість хворих на СНІД невідома, дані про відсоток інфікованого населення в репродуктивному віці 15—49 років відсутні. Дані про кількість смертей від цієї хвороби за 2014 рік відсутні.

## Соціально-економічне становище
Співвідношення осіб, що в економічному плані залежать від інших, до осіб працездатного віку (15—64 роки) загалом становить 47 % (станом на 2015 рік): частка дітей — 21,6 %; частка осіб похилого віку — 25,4 %, або 3,9 потенційно працездатного на 1 пенсіонера. Загалом ці показники характеризують рівень потреби державної допомоги в секторах освіти, охорони здоров'я і пенсійного забезпечення, відповідно. Дані про відсоток населення країни, що перебуває за межею бідності, відсутні. Дані про розподіл доходів домогосподарств у країні відсутні.
Станом на 2016 рік, уся країна була електрифікована, усе населення країни мало доступ до електромереж. Рівень проникнення інтернет-технологій надзвичайно високий. Станом на липень 2015 року в країні налічувалось 55,05 тис. унікальних інтернет-користувачів (185-те місце у світі), що становило 83,3 % загальної кількості населення країни.

### Трудові ресурси
Загальні трудові ресурси 2006 року становили 31,47 тис. осіб (204-те місце у світі). Безробіття 2006 року дорівнювало 0,9 % працездатного населення (4-те місце у світі).

## Гендерний стан
Статеве співвідношення (оцінка 2015 року):
- при народженні — 1,05 особи чоловічої статі на 1 особу жіночої;
- у віці до 14 років — 1,07 особи чоловічої статі на 1 особу жіночої;
- у віці 15—24 років — 1,04 особи чоловічої статі на 1 особу жіночої;
- у віці 25—54 років — 1,02 особи чоловічої статі на 1 особу жіночої;
- у віці 55—64 років — 1 особи чоловічої статі на 1 особу жіночої;
- у віці за 64 роки — 0,83 особи чоловічої статі на 1 особу жіночої;
- загалом — 0,99 особи чоловічої статі на 1 особу жіночої[1].

## Демографічні дослідження
Демографічні дослідження у країні ведуться рядом державних і наукових установ Великої Британії.

### Українською
- Атлас. 10—11 клас. Економічна і соціальна географія світу / упорядники :  О. Я. Скуратович, Н. І. Чанцева. — К. : ДНВП «Картографія», 2010. — ISBN 978-966-475-639-3.
- Атлас світу / голов. ред. І. С. Руденко ; зав. ред. В. В. Радченко ; відп. ред. О. В. Вакуленко. — К. : ДНВП «Картографія», 2005. — 336 с. — ISBN 9666315467.
- Безуглий В. В. Економічна і соціальна географія зарубіжних країн : Навчальний посібник. — К. : ВЦ «Академія», 2007. — 704 с. — ISBN 978-966-580-239-6.
- Безуглий В. В., Козинець С. В. Регіональна економічна і соціальна географія світу : Навчальний посібник. — видання 2-ге, доп., перероб. — К. : ВЦ «Академія», 2007. — 688 с. — ISBN 966-580-144-9.
- Гудзеляк І. І. Географія населення: Навчальний посібник / І. Гудзеляк. — Л. : Видавничий центр ЛНУ імені Івана Франка, 2008. — 232 с. — ISBN 978-966-613-599-8.
- Дахно І. І. Країни світу: Енциклопедичний довідник / І. І. Дахно, С. М. Тимофієв. — К. : Мапа, 2011. — 606 с. — (Бібліотека нового українця) — ISBN 978-966-8804-23-6.
- Дахно І. І. Економічна географія зарубіжних країн : навчальний посібник. — К. : Центр учбової літератури, 2014. — 319 с. — ISBN 978-611-01-0682-5.
- Джаман В. О. Регіональні системи розселення: демографічні аспекти. — Чернівці : Рута, 2003. — 392 с. — ISBN 9665685988.
- Дорошенко Л. С. Демографія: Навчальний посібник. — К. : МАУП, 2005. — 112 с. — ISBN 966-608-442-2.
- Дубович І. А. Країнознавчий словник-довідник. — 5-те вид., перероб. і доп. — К. : Знання, 2008. — 839 с. — ISBN 978-966-346-330-8.
- Економічна і соціальна географія країн світу. Навчальний посібник / За ред. Кузика С. П. — Л. : Світ, 2002. — 672 с. — ISBN 966-603-178-7.
- Загальна медична географія світу / В. О. Шевченко [та ін.] — К. : [б.в.], 1998. — 178 с.
- Крисаченко В. С. Динаміка населення: Популяційні, етнічні та глобальні виміри. — К. : Видавництво Національного інституту стратегічних досліджень, 2005. — 368 с. — ISBN 966-554-083-1.
- Любіцева О. О., Мезенцев К. В., Павлов С. В. Географія релігій. — К. : АртЕК, 1999. — 504 с. — ISBN 966-505-006-0.
- Масляк П. О. Країнознавство. — К. : Знання, 2007. — 292 с. — (Вища освіта XXI століття)
- Масляк П. О., Дахно І. І. Економічна і соціальна географія світу / П. О. Масляк, І. І. Дахно ; за ред. П. О. Масляка. — К. : Вежа, 2003. — 280 с. — ISBN 966-7091-53-8.

### Російською
- (рос.) Великобритания // Демографический энциклопедический словарь / главн. ред. Валентей Д. И. — М. : Советская энциклопедия, 1985. — 608 с.
- (рос.) Великобритания // Страны и народы. Зарубежная Европа. Западная Европа / Редкол. : В. П. Максаковский (отв. ред.) и др. — М. : «Мысль», 1979. — 381 с. — (Страны и народы) — 180 тис. прим.
- (рос.) Атлас народов мира / Отв. ред. С. И. Брук и В. С. Апенченко. — М. : ГУГК ГГК СССР и Институт этнографии им. Н. Н. Миклухо-Маклая АН СССР, 1964. — 185 с. — 20 тис. прим.
- (рос.) Численность и расселение народов мира. Этнографические очерки / под ред. С. И. Брука. — М. : Издательство АН СССР, 1962. — 487 с.
- (рос.) Лаппо Г. М. География городов: Учебное пособие для географических факультетов вузов. — М. : Туманит, изд. центр ВЛАДОС, 1997. — 476 с. — ISBN 5-691-00047-0.
- (рос.) Урланис Б. Ц. Рост населения в Европе (опыт исчисления). — М. : ОГИЗ-Госполитиздат, 1941. — 436 с.
- (рос.) Ягельский А. География населения. — М. : Прогресс, 1980. — 383 с.